# Eskhol National Park
Eshkol National Park (Hebræisk: גן לאומי אשכול) er en nationalpark i det det nordlige Negev, Israel, nær Gaza. Den 355 ha store park indeholder plæner og skyggefulde picnicområder og har i sin midte den største kilde i Wadi Ghazzeh eller  HaBesor afvandringsområdet, som på hebræisk kaldes Ein HaBesor, mens det på arabisk hedder Ein Shellal. Kilden får sit vand fra det grundvandslag, som løber nær overfladen og som får sit vand fra vandet, der falder om vinteren.
Øst for kilderne dominerer højen Khirbet Shellal landskabet. Ved Shellal opdagede ANZAC tropper under 1. Verdenskrig i forbindelse med det Andet slag om Gaza et smukt mosaikgulv, som afbilder en masse forskellige dyr, og er en del af ruinerne af en  byzantinsk kirke. Mosaikken er i dag udstillet på Australian War Memorial i Canberra. Shellal ligger ca. 3 km nordøst og hinsides Nahal Besor/Wadi Ghazzeh dalen fra et mere berømt bibelsk arkæologisk fundsted, Tell el-Farah (Syd).

## Eksterne kilder
- Jewish National Fund, The Besor Park and Route Arkiveret 7. februar 2018 hos  Wayback Machine
- Paul Daley, a detailed rendering of how the Shellal Mosaic was found and removed Arkiveret 4. marts 2016 hos  Wayback Machine
- Victoria University of Wellington, The New Zealanders in Sinai and Palestine: The Shellal Mosaic Arkiveret 28. september 2016 hos  Wayback Machine

31°19′N 34°29′Ø / 31.31°N 34.49°Ø